# Петсон и Финдус
Пе́тсон и Фи́ндус (швед. Pettson och Findus) — главные персонажи и одновременно обозначение книжной серии шведского детского писателя Свена Нурдквиста. История Петсона и Финдуса выходит с 1984 года как в литературном изложении (в Швеции — в издании фирмы Opal-Verlag), так и серией популярных комиксов — в авторстве Эгмонта Кэрнана (Egmont Kärnan). Литературные издания серии о Петсоне и Финдусе обычно сопровождаются иллюстрациями самого С. Нурдквиста.

## Описание героев
Первоначально С. Нурдквист собирался создать историю двух стариков, Петсона и Финдуса, постоянно чем-то важным занятых, однако из-за сиюминутно возникающих на их пути отвлекающих занятий в конце концов забывающих, к чему первоначально они так стремились. Одним из этих персонажей стал уже немолодой чудак Петсон. Так как для развития сюжета Петсон постоянно нуждался в собеседнике (но это не должна была быть женщина), писатель нашёл его в образе проказливого, говорящего человеческим языком котёнка Финдуса.
Петсон — это рассеянный немолодой мужчина, живущий в одиночестве в домике на краю маленькой шведской деревушки, в глубинке. Он надёжный друг и всегда тут как тут, когда Финдус попадает в переделку (а это постоянно с ним происходит). Петсон постоянно что-то мастерит, изобретает и улучшает в своём хозяйстве. Он — автор всяких невозможных и странных аппаратов.
Финдус в историях С. Нурдквиста — это молодой, весёлый и скорый на проделки кот. Своё странное имя он получил от Петсона потому, что попал в дом к своему хозяину в коробке с надписью «Финдус зелёный горошек» (Findus — это название крупного шведского концерна, производящего продовольственные продукты). Финдус непоседлив и взбалмошен, он постоянно и «везде», и «нигде». Финдус может разговаривать, однако скрывает это от односельчан Петсона.

## Другие персонажи
Среди других обитателей двора Петсона единственными «лицами» женского пола являются его одиннадцать глупых белых кур — Приллан, Матильда, Фия, Дорис, Майрос, Соффи-Моффи, Стина-Фина, Генриетта, Хенни, Мюль-Фия и Клара Кнопп. Постоянно чем-то взволнованные, они заняты своей вечной болтовнёй, сплетнями и выяснением отношений.
Также в доме скрытно живут мюклы — маленькие таинственные существа, по вине которых у Петсона постоянно исчезают различные нужные предметы. По мере написания новых историй о Петсоне и Финдусе автор уделяет всё больше внимания этим своим необычным созданиям. Мюклы беспрестанно потешаются над Петсоном и его котом, наблюдая за происходящими во дворе происшествиями.
Особую роль в этой литературной серии играют любопытный сосед Петсона Густавсон, его жена и сын Аксель. Густавсон, наблюдая за событиями на дворе Петсона, разносит сплетни об этом по всей деревне, причём Петсон, развлечения ради, и сам потчует незадачливого соседа невероятными выдумками, которые тот принимает на веру. В различных книжках о Петсоне и Финдусе появляется иногда и другая соседка, старушка Беда Андерсон (это она принесла Финдуса Петсону). В повести «Механический Дед Мороз» автор вводит новые персонажи, связанные с праздником Рождества и Дедом Морозом (странный маленький почтальон и торговец, встретившиеся Петсону и Финдусу по дороге и сыгравшие главную роль в развитии событий). Да и сам Дед Мороз появляется в этой повести (это он достаёт записку с заветными желаниями из снежной пещеры и пр.).

## Книжная серия

### Именинный пирог
- 1984 Именинный пирог (Pannkakstårtan), ISBN 978-3-7891-6170-4.

Финдус любит справлять свой день рождения 3 раза в год. Чтобы испечь ему праздничный пирог, Петсон собирается поехать на велосипеде в деревню за мукой, но, как оказалось, это не так-то просто сделать.

### Охота на лис
- 1987 Охота на лис (Rävjakten), ISBN 978-3-7891-6172-8.

При помощи коробки с фейерверками, канатной дороги с привидением и фальшивой курицы Петсон и Финдус пытаются отвадить лису от их курятника.

### Петсон грустит
- 1988 Петсон грустит (Stackars Pettson), ISBN 978-3-7891-6173-5.

У Петсона плохое настроение, и кот Финдус изо всех сил старается его развеселить. Вскоре у котёнка это получается, и они вместе идут на рыбалку

### Рождество в домике Петсона
- 1989 Рождество в домике Петсона (Pettson får julbesök), ISBN 978-3-7891-6174-2.

На дворе так холодно, что Петсон и Финдус стараются не выходить из своего домика. Когда же становится немного теплее, Петсон, на своё несчастье, подворачивает ногу. Но всё-таки Рождество проходит весело — благодаря неожиданному приходу соседей.

### Переполох в огороде
- 1991 Переполох в огороде (Kackel i grönsakslandet), ISBN 978-3-7891-6902-1.

В одно чудесное утро Петсон и Финдус решили посадить овощи и тефтельки, но не тут-то было: сначала куры разворошили все грядки в поисках червяков, затем кто-то выкопал и погрыз картошку, а после в огород пришли коровы и всё затоптали.
Но друзья не сдаются и побеждают.

### Петсон идёт в поход
- 1993 Петсон идёт в поход (Pettson tältar), ISBN 978-3-7891-6907-6.

Финдус ещё никогда не спал в палатке и обязательно хочет это испытать. Однако, когда доходит до дела, котёнок пугается и убегает спать в постели.

### Механический Дед Мороз
- 1995 Механический Дед Мороз (Tomtemaskinen), ISBN 978-3-7891-4307-6.

С тех пор, как Петсон рассказал своему коту про Деда Мороза, тот мечтает о приходе этого доброго волшебника к ним на Рождество. Чтобы исполнить желание Финдуса, Петсон тайно мастерит в своей столярной мастерской механического Деда Мороза. Однако на Рождество всё оборачивается совершенно неожиданным образом.

### Чужак в огороде
- 1997 Чужак в огороде (Tuppens minut), ISBN 978-3-7891-6911-3.

Петсон покупает для своего хозяйства звонкоголосого петуха по имени Юсси. Своим постоянным пением петух вскружил головы экзальтированным курам, однако Финдусу его выступления действуют на нервы.

### История о том, как Финдус потерялся, когда был маленький (Как Финдус к Петсону попал)
- 2001 История о том, как Финдус потерялся, когда был маленький (När Findus var liten och försvann), ISBN 978-5-9743-0101-8.
- 2002 Как Финдус к Петсону попал, ISBN 978-3-7891-6916-8.

Котёнок появился в домике Петсона в картонной коробке из-под зелёного горошка как подарок от одного друга для старого, одинокого Петсона. Вначале Финдус был обыкновенным маленьким котёнком, который не умел разговаривать и не носил штанов, но умел внимательно слушать старика. И однажды, разглядывая фотографию с клоуном в журнале, который читал Петсон, Финдус заявил: «Хочу такие штаны».

### Проделки Финдуса
- 2009 Проделки Финдуса (Pyssla med Findus), ISBN 978-5-9743-0154-4 — совместная работа Эва-Лены Ларсон, Кеннерта Даниельсона и Свена Нурдквиста.

### Готовим вместе с Петсоном и Финдусом
- 2011 (Pettson och Findus kokbok), ISBN 978-5-906640-25-3.

Петсон и Финдус научат вас печь пироги и плюшки, варить супы, кисели, каши и даже готовить морковный мармелад. Рецепты у Петсона очень простые и вкусные, к тому же каждому из них предшествует небольшая история из жизни старика и котёнка. Большинство блюд дети постарше могут приготовить сами, а для самых маленьких предусмотрены задания попроще, которые обычно выполняет Финдус: скатать из фарша тефтельки, смешать соус, отмерить молоко и муку или натолочь сухари.

### Финдус переезжает
- 2014 (Findus flyttar ut), ISBN 978-5-906640-08-6.

По утрам старик Петсон любит поспать — хотя бы до семи часов. А Финдус не может прожить без утренней разминки, которая начинается в четыре утра с прыжков на кровати. Всё бы ничего, но друзья живут в одной комнате…

## Кинофильмы
- 1999 — «Петтсон и Финдус — кот и год старика» (Pettson och Findus — katten och gubbens år), реж. Альберт Ханан Камински. В 2000 году фильм был номинирован на финскую премию Старбой (Starboy).
- 2000 — «Петтсон и Финдус — котовыход» (Pettson och Findus — Kattonauten). На основе этого фильма была создана РС-игра.
- 2005 — «Механический Дед Мороз» (Tomtemaskinen).
- 2009 — «Петтсон-и-Финдус: детки-забывайки» (Pettson & Findus: Glömligheter).

В связи с большой популярностью Петсона и Финдуса у детей в 2000 году начала выходить на телеэкраны Европы мультипликационная серия об их приключениях. К настоящему времени снято 26 серий. Это тот же полнометражный материал порезанный на 11-минутные серии. Серии, вышедшие в 2006 году, объединены в 2009 году в Pettson & Findus: Glömligheter.
В 2014 году появился новый фильм по мотивам четырёх книг о героях: «Петсон и Финдус. Маленький мучитель — большая дружба» (нем. Pettersson und Findus — Kleiner Quälgeist, große Freundschaft), ставший первым в кинотрилогии. Его продолжениями стали «Петсон и Финдус. Лучшее на свете Рождество» (2016) и «Петсон и Финдус. Финдус переезжает» (2018).

## Иллюстрации
- Иллюстрации к собранию историй о Петсоне и Финдусе. Архивная копия от 2 сентября 2011 на Wayback Machine.